# Episodi de I cavalieri di Castelcorvo
La prima e unica stagione della serie televisiva italiana I cavalieri di Castelcorvo, composta da 15 episodi, è stata pubblicata dal servizio on demand Disney+ dal 6 novembre al 4 dicembre 2020.
| n° | Titolo                 | Pubblicazione Italia |
| -- | ---------------------- | -------------------- |
| 1  | La profezia            | 6 novembre 2020      |
| 2  | L'Ora delle Streghe    | 6 novembre 2020      |
| 3  | Il gioco misterioso    | 6 novembre 2020      |
| 4  | La Chiave del Mattino  | 13 novembre 2020     |
| 5  | Il bel tenebroso       | 13 novembre 2020     |
| 6  | Ricominciamo da capo   | 13 novembre 2020     |
| 7  | Doppio enigma          | 20 novembre 2020     |
| 8  | La Chiave della Sera   | 20 novembre 2020     |
| 9  | Nel mondo della Stria  | 20 novembre 2020     |
| 10 | Fuga dall'Altrove      | 27 novembre 2020     |
| 11 | Dimenticati!           | 27 novembre 2020     |
| 12 | Occhi di ghiaccio      | 27 novembre 2020     |
| 13 | Senza via d'uscita     | 4 dicembre 2020      |
| 14 | La grotta della paura  | 4 dicembre 2020      |
| 15 | Il cuore dei cavalieri | 4 dicembre 2020      |

## La profezia
- Diretto da: Riccardo Antonaroli e Alessandro Celli
- Scritto da: Angelo Pastore e Giulio Antonio Gualtieri

### Trama
Giulia e Riccardo arrivano a Castelcorvo e fanno amicizia con Matteo e Betta. Insieme entrano nel giardino delle Sorelle Pazze, due vecchie che tutti credono streghe che danno loro una carta di rame con un misterioso indovinello e recitano una profezia: "Il viaggio si concluderà con uno dei cavalieri che a casa non tornerà. Verrà dimenticato e nessuno lo cercherà".

## L'Ora delle Streghe
- Diretto da: Riccardo Antonaroli e Alessandro Celli
- Scritto da: Angelo Pastore e Giulio Antonio Gualtieri

### Trama
Giulia racconta a Riccardo, Betta e Matteo della notte precedente. I quattro decidono di dormire insieme in mansarda per scoprire cosa succede dopo la mezzanotte. Mentre si raccontano storie paurose, sulla parete appare una porta che prima non c'era e torna il "ragazzino fantasma", precedentemente visto da Giulia nella notte precedente, è il fratello dimenticato di Betta, di nome Andrea e vuole il loro aiuto per fuggire dalla Stria.

## Il gioco misterioso
- Diretto da: Riccardo Antonaroli e Alessandro Celli
- Scritto da: Angelo Pastore e Giulio Antonio Gualtieri

### Trama
I ragazzi riescono a trovare il gioco misterioso nominato da Andrea: la plancia è la mappa di Castelcorvo, le caselle corrispondono a luoghi reali e le pedine sono gli stessi giocatori. Lo scopo del gioco è trovare la Chiave del Mattino e la Chiave della Sera; la prima serve per entrare nell'Altrove, dove è rimasto incastrato Andrea, la seconda per uscirne. Ma prima bisogna fare un giuramento e trasformarsi in cavalieri senza paura.

## La Chiave del Mattino
- Diretto da: Riccardo Antonaroli e Alessandro Celli
- Scritto da: Angelo Pastore e Giulio Antonio Gualtieri

### Trama
Riccardo, Giulia, Betta e Matteo devono risolvere un nuovo enigma per poter ottenere la Chiave del Mattino. Però il loro compito non è così semplice come credono: i quattro ragazzi dovranno affrontare un'altra prova e dimostrare di essere veramente dei cavalieri.

## Il bel tenebroso
- Diretto da: Riccardo Antonaroli e Alessandro Celli
- Scritto da: Angelo Pastore e Giulio Antonio Gualtieri

### Trama
I quattro ragazzi hanno un nuovo enigma da risolvere per poter avanzare nel gioco. Questa volta la plancia indica di cercare a casa di zia Margherita, ma i ragazzi non sanno né cosa né dove cercare. Tutto sta nel capire il significato della frase "Cento Alligatori Nuotano Tutt'Insieme Nell'Acquario

## Ricominciamo da capo
- Diretto da: Riccardo Antonaroli e Alessandro Celli
- Scritto da: Angelo Pastore e Giulio Antonio Gualtieri

### Trama
I Cavalieri di Castelcorvo devono mettere da parte incomprensioni e rancori per risolvere un nuovo enigma. Fino a quando non lo risolvono rimarranno intrappolati in un loop temporale condannati a ripetere le stesse azioni all'infinito.

## Doppio enigma
- Diretto da: Riccardo Antonaroli e Alessandro Celli
- Scritto da: Angelo Pastore e Giulio Antonio Gualtieri

### Trama
Un'applicazione ha sostituito la plancia di gioco mostrando ai Cavalieri due nuove caselle, corrispondenti al parco e all'emporio di paese. Due luoghi in cui recarsi, due indovinelli da risolvere entro lo scadere del tempo indicato dal timer sul telefono cellulare. I Cavalieri hanno solo tre ore per risolvere il doppio indovinello e poter così continuare nella ricerca della Chiave della Sera.

## La Chiave della Sera
- Diretto da: Riccardo Antonaroli e Alessandro Celli
- Scritto da: Angelo Pastore e Giulio Antonio Gualtieri

### Trama
I Cavalieri si recano nel bosco che circonda Castelcorvo alla ricerca della Chiave della Sera, la chiave che, unita a quella del Mattino, gli permetterà di andare e tornare dall'Altrove per salvare il fratello di Betta, tenuto lì prigioniero dalla perfida Stria. Ma per ottenere la Chiave della Sera dovranno affrontare delle sfide.

## Nel mondo della Stria
- Diretto da: Riccardo Antonaroli e Alessandro Celli
- Scritto da: Angelo Pastore e Giulio Antonio Gualtieri

### Trama
I Cavalieri entrano nell'Altrove e scoprono che è il vecchio castello di Castelcorvo. Ma nella loro dimensione il castello è abbandonato. Sono finiti in un'altra dimensione, al di fuori dal tempo e dallo spazio, dove la Stria tiene prigionieri i bambini dimenticati. Mentre cercano Andrea, il fratello di Betta, Riccardo e Matteo vengono rapiti e dimenticati dalla Stria.

## Fuga dall'Altrove
- Diretto da: Riccardo Antonaroli e Alessandro Celli
- Scritto da: Angelo Pastore e Giulio Antonio Gualtieri

### Trama
I cavalieri hanno trovato Andrea e possono lasciare l'altrove e tornare nel loro mondo, ma la Stria non è intenzionata a rendergli la vita facile. Riescono però a sfuggire alle sue trappole e tornare a casa, convinti di avere vinto...

## Dimenticati!
- Diretto da: Riccardo Antonaroli e Alessandro Celli
- Scritto da: Angelo Pastore e Giulio Antonio Gualtieri

### Trama
I Cavalieri di Castelcorvo sono disperati per essere stati dimenticati da tutti, ma per trovare una soluzione devono andare avanti nel gioco e risolvere un nuovo indovinello. La Stria nel frattempo è su tutte le furie perché Zeno si è innamorato è non vuole più aiutarla ad uscire dall'Altrove. Per questo chiede aiuto ad un terribile Confinato...

## Occhi di ghiaccio
- Diretto da: Riccardo Antonaroli e Alessandro Celli
- Scritto da: Angelo Pastore e Giulio Antonio Gualtieri

### Trama
Le Sorelle Pazze fanno un incantesimo per contrastare la maledizione della Stria: i cavalieri tornano ad essere ricordati. Ma le due fattucchiere avvertono che il loro incantesimo non durerà a lungo e che poi verranno di nuovo dimenticati, questa volta per sempre. L'unico modo per salvarsi e distruggere la Stria. E per farlo devono trovare una terza chiave: la Chiave di Mezzanotte.

## Senza via d'uscita
- Diretto da: Riccardo Antonaroli e Alessandro Celli
- Scritto da: Angelo Pastore e Giulio Antonio Gualtieri

### Trama
I Cavalieri cercano di risolvere l'indovinello per capire dove si trova la chiave di mezzanotte. Mentre esplorano i dintorni del paese incontrano Aldo e gli altri bulli... Che sono posseduti dal Confinato e vogliono impossessarsi delle chiavi per darle alla Stria.

## La grotta della paura
- Diretto da: Riccardo Antonaroli e Alessandro Celli
- Scritto da: Angelo Pastore e Giulio Antonio Gualtieri

### Trama
I Cavalieri scoprono che la Chiave di Mezzanotte è nascosta in una grotta custodita dal Signore dei Sussurri. Il suo potere è quello di scatenare di fronte alle persone i loro incubi peggiori.

## Il cuore dei cavalieri
- Diretto da: Riccardo Antonaroli e Alessandro Celli
- Scritto da: Angelo Pastore e Giulio Antonio Gualtieri

### Trama
La Stria ha paura della Chiave di Mezzanotte e propone ai cavalieri una sfida. Se vinceranno lei libererà tutti i bambini. Altrimenti loro dovranno darle le chiavi e restare per sempre nell'Altrove.